# Marokko op de Olympische Zomerspelen 1992
Marokko nam deel aan de Olympische Zomerspelen 1992 in Barcelona in Spanje.
De delegatie uit Marokko telde 44 atleten, waarvan 43 mannen en 1 vrouw, die deelnamen aan 24 onderdelen in 7 sporten. 
In de globale medaillestand eindigde Marokko op de 31ste plaats.

## Deelnemers en resultaten
(m) = mannen, (v) = vrouwen 

### Atletiek
| Olympiër                                                                 | Onderdeel              | Resultaat | Prestatie                                                                      |
| ------------------------------------------------------------------------ | ---------------------- | --------- | ------------------------------------------------------------------------------ |
| Lahlou Ben Younès                                                        | 400m (m)               | 11e       | serie 7: 2de in 45,73 kwartfinale 4: 4de in 45,38 halve finale 2: 6de in 45,49 |
| El-Mahjoub Haïda                                                         | 800m (m)               | 31e       | serie 1: 4de in 1.48,72                                                        |
| Saïd Aouita                                                              | 1500m (m)              | DNS       | serie 3: niet gestart                                                          |
| Rachid El-Basir                                                          | 1500m (m)              | Zilver    | serie 1: 4de in 3.38,01 halve finale 1: 2de in 3.39,26 finale: 2de in 3.40,62  |
| Brahim Boutayeb                                                          | 5000m (m)              | 4e        | serie 2: 3de in 13.37,27 finale: 4de in 13.13.27                               |
| Mohamed Issangar                                                         | 5000m (m)              | 9e        | serie 3: 3de in 13.22,98 finale: 9de in 13.28,97                               |
| Hammou Boutayeb                                                          | 10000m (m)             | DSQ       | serie 2: 4de in 28.25,73 finale: gediskwalificeerd                             |
| Khalid Skah                                                              | 10000m (m)             | Goud      | serie 1: 6de in 28.18,48 finale: 1ste in 27.46,70                              |
| El-Arbi Khattabi                                                         | 3000m steeplechase (m) | 10e       | serie 2: 6de in 8.28,50 halve finale 2: 6de in 8.27,00 finale: 10de in 8.23,82 |
| Abdel Aziz Sahère                                                        | 3000m steeplechase (m) | DNS       | serie 1: niet gestart                                                          |
| Abdelali Kasbane Abdel Ghani Guériguer Bouchaib Belkaid Benyounes Lahlou | 4x400m (m)             | 10e       | serie 3: 3de in 3.02,28                                                        |
| Salah Qoqaïche Abdel Ghani Guériguer Bouchaib Belkaid Benyounes Lahlou   | marathon (m)           | 6e        | 2:14.25                                                                        |
|                                                                          |                        |           |                                                                                |
| Nezha Bidouane                                                           | 400m horden (v)        | 11e       | serie 3: 4de in 55,95 halve finale 1: 5de in 55,08                             |

### Boksen
| Olympiër         | Onderdeel | Resultaat | Prestatie |
| ---------------- | --------- | --------- | --- |
| Mohamed Zbir     | -48kg (m) | 17e       | 1ste ronde: V van GER Quast: 0-6 |
| Hamid Berhili    | -51kg (m) | 17e       | 1ste ronde: V van DEN Jensen: 4-10 |
| Mohamed Achik    | -54kg (m) | Brons     | 1ste ronde: W van GER Berg: 3-0 2de ronde: W van ALG Zengli: 12-8 kwartfinale: W van ARG Molina: 15-5 halve finale: V van CUB Casamayor |
| Kamal Marjouane  | -60kg (m) | 17e       | 1ste ronde: V van FRA Lorcy: 7-11 |
| Abdellah Taouane | -67kg (m) | 17e       | 1ste ronde: V van KOR Jun: 1-5 |
| Mohamed Mesbahi  | -71kg (m) | 17e       | 1ste ronde: V van SEY Cadeau: 3-5 |
| Ahmed Sarir      | +91kg (m) | 16e       | 1ste ronde: V van GER Fischer: scheidsrechterlijke beslissing                                                                           |

### Gewichtheffen
| Olympiër        | Onderdeel   | Resultaat | Prestatie                                                    |
| --------------- | ----------- | --------- | ------------------------------------------------------------ |
| Mohamed Meziane | -67,5kg (m) | 15e       | trekken: 16de met 115kg stoten: 15de met 150kg totaal: 265kg |

### Tafeltennis
| Olympiër          | Onderdeel     | Resultaat | Prestatie                                                              |
| ----------------- | ------------- | --------- | ---------------------------------------------------------------------- |
| Abdelhadi Legdali | enkelspel (m) | 49e       | groep H: 4de V van KOR Kim: 0-2 V van IND Mehta: 1-2 V van CHN Lü: 0-2 |

### Tennis
| Olympiër                      | Onderdeel      | Resultaat | Prestatie                                                                                      |
| ----------------------------- | -------------- | --------- | ---------------------------------------------------------------------------------------------- |
| Karim Alami                   | enkelspel (m)  | 33e       | 1ste ronde: V van SUI Rosset: 2-6, 6-4, 1-2, opgave                                            |
| Younès El-Aynaoui             | enkelspel (m)  | 17e       | 1ste ronde: W van GBR Wilkinson: 6-4, 6-1, 7-5 2de ronde: V van GER Becker: 4-6, 7-5, 4-6, 0-6 |
| Karim Alami Younès El-Aynaoui | dubbelspel (m) | 17e       | 1ste ronde: V van GER Becker/Stich: walk-over                                                  |

### Voetbal
| Olympiër | Onderdeel | Resultaat | Prestatie                                                                |
| --- | --------- | --------- | ------------------------------------------------------------------------ |
| Abdel Krim El-Hadrioui Ahmed Bahja Aziz Azim Hicham Dmiai Khalid Raghib Hussain Ammouta Lahcen Abrami Mohamed Aziz Samadi Rashid Azzouzi Mohamed El-Badrioui Mouhcine Bouhlal Mouloud Moudakkar Mustapha Achab Noureddine Naybet Saïd Rokbi Youssef Chippo Brahim Bougrine Rachid Iddaoudi Abdel Majid Karaouane Mohamed Ibari Mansouri | mannen    | 15e       | groep C: 4de G van Zuid-Korea: 1-1 V van Zweden: 0-4 V van Paraguay: 1-3 |

| Groep A |            |             |             |             |             |            |            |            |        |
| #       | Land       | Wedstrijden | Wedstrijden | Wedstrijden | Wedstrijden | Doelpunten | Doelpunten | Doelpunten | Punten |
| #       | Land       | G           | W           | G           | V           | V          | T          | Saldo      | Punten |
| 1       | Zweden     | 3           | 1           | 2           | 0           | 5          | 1          | +4         | 4      |
| 2       | Paraguay   | 3           | 1           | 2           | 0           | 3          | 1          | +2         | 4      |
| 3       | Zuid-Korea | 3           | 0           | 3           | 0           | 2          | 2          | 0          | 3      |
| 4       | Marokko    | 3           | 0           | 1           | 2           | 2          | 8          | -6         | 1      |

| Ronde      | Datum    | Plaats   | Land | Score      | Land |
| ---------- | -------- | -------- | ---- | ---------- | ---- |
| Groepsfase |          |          |      |            |      |
| 26 juli    | Valencia | Marokko  | 1-1  | Zuid-Korea |      |
| 28 juli    | Sabadell | Zweden   | 4-0  | Marokko    |      |
| 30 juli    | Valencia | Paraguay | 3-1  | Marokko    |      |

### Worstelen
| Olympiër             | Onderdeel      | Resultaat      | Prestatie |
| Grieks-Romeins       | Grieks-Romeins | Grieks-Romeins | Grieks-Romeins |
| -------------------- | -------------- | -------------- | --- |
| Abdel Malek El-Aouad | -48kg (m)      | 19e            | groep A: 10de V van JPN Ohashi: 0-15 V van ROU Dăscălescu: 0-6                                                            |
| Saïd Tango           | -52kg (m)      | 10e            | groep B: 5de V van USA Sheldon: 0-7 V van PAN Meña: 2-5 9-10de plek: V van CUB Martínez: 0-15                             |
| Abderrahman Naanaa   | -57kg (m)      | 9e             | groep B: 5de V van FIN Pehkonen: 0-4 W van MEX Fernández: 4-0 V van ROU Sandu: 0-9 9-10de plek: W van HUN Sike: walk-over |
| Rachid Khdar         | -62kg (m)      | 13e            | groep A: 7de V van USA Lee: 0-17 V van SUI Dietsche: 1-10                                                                 |

Albanië · Algerije · Amerikaanse Maagdeneilanden · Amerikaans-Samoa · Andorra · Angola · Antigua en Barbuda · Argentinië · Aruba · Australië · Bahama's · Bahrein · Bangladesh · Barbados · België · Belize · Benin · Bermuda · Bhutan · Bolivia · Bosnië en Herzegovina · Botswana · Brazilië · Britse Maagdeneilanden · Bulgarije · Burkina Faso · Canada · Centraal-Afrikaanse Republiek · Chili · China · Chinees Taipei · Colombia · Congo-Brazzaville · Cookeilanden · Costa Rica · Cuba · Cyprus · Denemarken · Djibouti · Dominicaanse Republiek · Duitsland · Ecuador · Egypte · El Salvador · Equatoriaal-Guinea · Estland · Ethiopië · Fiji · Filipijnen · Finland · Frankrijk · Gabon · Gambia · Gezamenlijk team · Ghana · Grenada · Griekenland · Groot-Brittannië · Guam · Guatemala · Guinee · Guyana · Haïti · Honduras · Hongarije · Hongkong · Ierland · IJsland · India · Indonesië · Irak · Iran · Israël · Italië · Ivoorkust · Jamaica · Japan · Jemen · Jordanië · Kaaimaneilanden · Kameroen · Kenia · Koeweit · Kroatië · Laos · Lesotho · Letland · Libanon · Libië · Liechtenstein · Litouwen · Luxemburg · Madagaskar · Malawi · Malediven · Maleisië · Mali · Malta · Marokko · Mauritanië · Mauritius · Mexico · Monaco · Mongolië · Mozambique · Myanmar · Namibië · Nederland · Nederlandse Antillen · Nepal · Nicaragua · Nieuw-Zeeland · Niger · Nigeria · Noord-Korea · Noorwegen · Oeganda · Oman · Oostenrijk · Pakistan · Panama · Papoea-Nieuw-Guinea · Paraguay · Peru · Polen · Portugal · Puerto Rico · Qatar · Roemenië · Rwanda · Saint Vincent‑Grenadines · Salomonseilanden · Samoa · San Marino · Saoedi-Arabië · Senegal · Seychellen · Sierra Leone · Singapore · Slovenië · Soedan · Spanje · Sri Lanka · Suriname · Swaziland · Syrië · Tanzania · Thailand · Togo · Tonga · Trinidad en Tobago · Tsjaad · Tsjecho-Slowakije · Tunesië · Turkije · Uruguay · Vanuatu · Venezuela · Verenigde Arabische Emiraten · Verenigde Staten · Vietnam · Zaïre · Zambia · Zimbabwe · Zuid-Afrika · Zuid-Korea · Zweden · Zwitserland · Onafhankelijke olympische deelnemers